# Подвилични ганглион
Подвилични ганглион (лат. ganglion submandibulare) је вегетативни ганглион, који је придодат језичном живцу. Налази се изнад подвиличне пљувачне жлезде и испред језичног живца за кога је везан својим доводним влакнима.
Доводна или преганглијска влакна ганглиона су: гранчице језичног живца (које чине сензитивни корен), бубна врпца (која доноси парасимпатичка влакна из фацијалног нерва) и симпатичка гранчица пореклом из сплета око артерије лица.
Одводна или постганглијска влакна одлазе до подвиличне и подјезичне жлезде.